# 朗古尔
朗古尔（Langgur）是印度尼西亚马鲁古省的一个城镇，位于卡伊群岛小卡伊岛的东北海岸，是东南马鲁古县的县治所在，东北隔一狭窄海峡与图阿尔相望，有公路桥连接两座城镇。2010年人口普查，小卡伊区（印尼语：Kecamatan Kei Kecil）共有人口39,289。城镇中西部有杜马图本机场，2014年启用的新机场卡雷尔·萨德斯维图本机场位于城镇南部15千米处。朗古尔与图阿尔使用同一座机场，港口也地跨两个城镇，地理位置接近，有公路桥跨过海峡将二城互相连接，从聚落上看，两座城市实为一座城市，只是分属不同的两个政区。

## 资料来源
1. ↑  Biro Pusat Statistik, Jakarta, 2011.